# 大蒙特基奥
大蒙特基奥（義大利語：Montecchio Maggiore），是意大利威尼托大区维琴察省的一个市镇。总面积30.67平方公里，人口23857人，人口密度777.9人/平方公里（2009年）。国家统计（ISTAT）代码为024061。